# KSM Castings Group

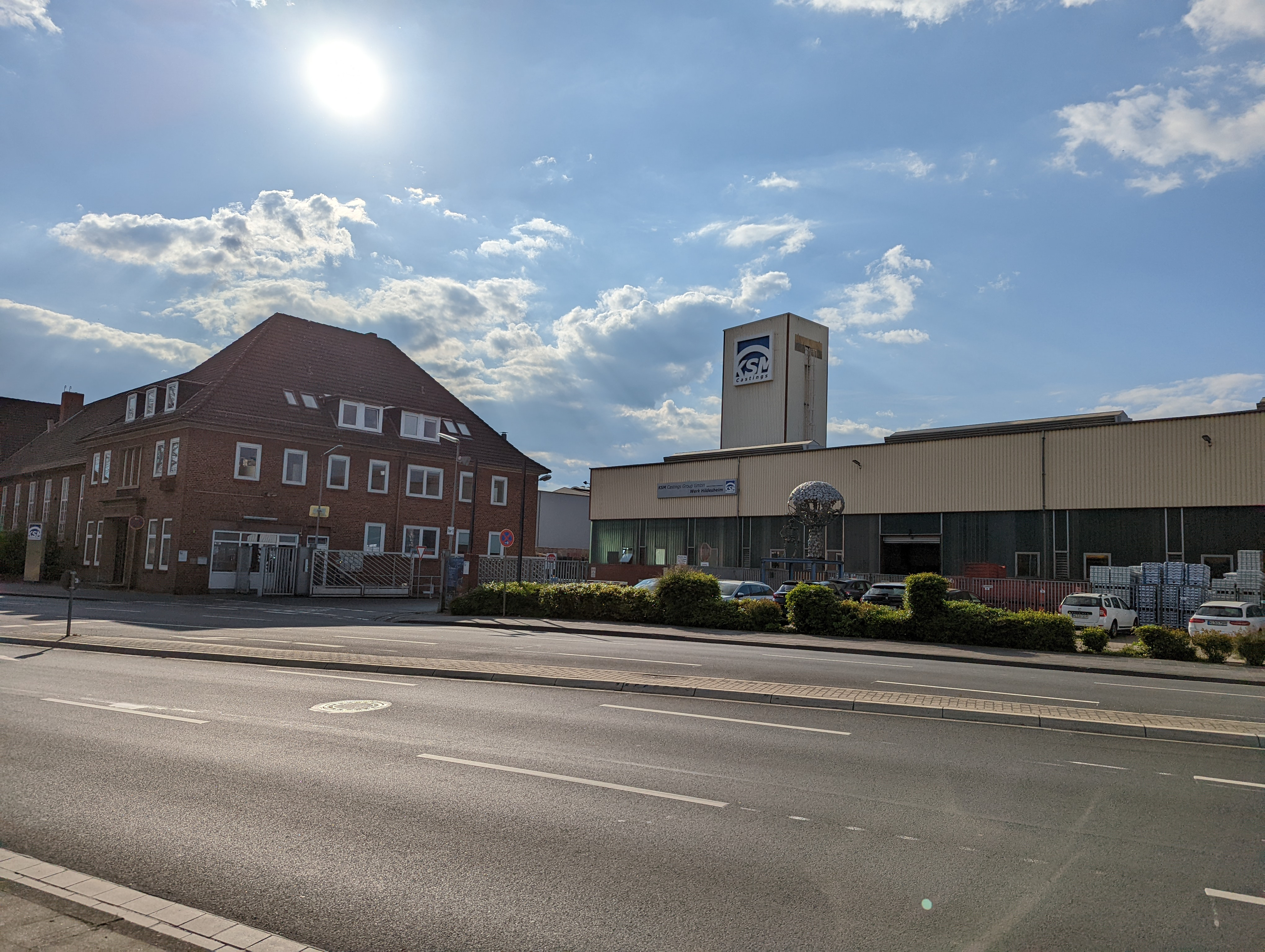
Hauptsitz der KSM Castings Group GmbH in Hildesheim

Die KSM Castings Group GmbH (KSM = Kloth Senking Metallgießerei) ist eine Giesserei und ein Automobilzulieferer. Neben dem Hauptsitz in Hildesheim betreibt das Unternehmen Werke in Radevormwald, Wuppertal, Wernigerode, Hrádek nad Nisou, Changchun, Chengdu, Qinhuangdao und Shelby (North Carolina). Das Unternehmen ist internationaler Entwicklungspartner und Produzent von Gussprodukten aus Leichtmetall für die Automobilindustrie. CITIC Dicastal ist der weltgrößte Produzent von Aluminium Rädern. Die Geschichte des Unternehmens geht auf das Jahr 1947 zurück. 1978 wurde es von der Salzgitter AG übernommen und 1989 wechselte es zur Thyssen AG. Nach einem 2005 erfolgten Verkauf an die Beteiligungsgesellschaft Cognetas gehört es seit 2011 zur chinesischen CITIC Dicastal Co., Ltd., einer hundertprozentigen Tochter der CITIC Group. Die KSM Castings Group erwirtschaftete 2023 mit ihren weltweiten Standorten und rund 3.830 Mitarbeitenden weltweit einen Umsatz von 1,01 Mrd. Euro innerhalb des Mutterkonzerns CITIC Dicastal (Europe) Investment Holdings GmbH & Co. KG.